# Isaac C. Kidd
Pour les articles homonymes, voir Kidd.
Isaac Campbell Kidd (né le 26 mars 1884 à Cleveland (Ohio) ; mort le 7 décembre 1941 à Pearl Harbor) était un amiral de la marine américaine. Il fut tué sur le pont de l'USS Arizona pendant l'attaque de Pearl Harbor par l'armée japonaise. Il est le père de l'amiral Isaac C. Kidd, Jr.. Il fut décoré à titre posthume de la Medal of Honor.
Un destroyer de la marine américaine (US Navy) de la classe Fletcher a été baptisé USS Kidd (DD-661) en son honneur.